# Cantón de Meulan-en-Yvelines
El cantón de Meulan-en-Yvelines era una división administrativa francesa, que estaba situada en el departamento de Yvelines y la región de Isla de Francia.

## Composición
El cantón estaba formado por nueve comunas:
- Chapet
- Évecquemont
- Gaillon-sur-Montcient
- Hardricourt
- Les Mureaux
- Meulan-en-Yvelines
- Mézy-sur-Seine
- Tessancourt-sur-Aubette
- Vaux-sur-Seine

## Supresión del cantón de Meulan-en-Yvelines
En aplicación del Decreto n.º 2014-214 de 21 de febrero de 2014, el cantón de Meulan-en-Yvelines fue suprimido el 22 de marzo de 2015 y sus 9 comunas pasaron a formar parte del nuevo cantón de Les Mureaux.